# باشگاه فوتبال دارلینگتون
باشگاه فوتبال دارلینگتون یک باشگاه فوتبال است که در دارلینگتون، شهرستان دورهام انگلیس مستقر است. این تیم در لیگ فوتبال کنفرانس شمال انگلستان بازی می‌کند. رقیب سنتی این باشگاه هارتلپول یونایتد است.
باشگاه فوتبال دارلینگتون در واقع در سال ۱۸۸۳ پدید آمده است اما به دلیل بدهی های خود بسته شد و در سال ۲۰۱۲ باشگاه فوتبال دارلینگتون ۱۸۸۳ به عنوان باشگاهی جدید اما با همان ماهیت قدیمی پدید آمد و در سال ۲۰۱۷ به نام قدیمی خود یعنی باشگاه فوتبال دارلینگتون تغییر نام داد.